# Andréia Rosa de Andrade
Andréia Rosa de Andrade, född den 8 juli 1984 i São Paulo, Brasilien, är en brasiliansk fotbollsspelare. Vid fotbollsturneringen under OS 2008 i Peking deltog hon i det brasilianska lag som tog silver.